# ژامان ساری‌سو
ژامان ساری‌سو (قزاقی: Жаман Сарысу) یک رودخانه در استان اولیتاو کشور قزاقستان است.